# Marian Danysz
Marian Danysz (* 17. März 1909 in Paris; † 9. Februar 1983) war ein polnischer Experimentalphysiker, der sich mit Kern- und Elementarteilchenphysik befasste. 1952 entdeckte er mit Jerzy Pniewski Hyperkerne. Er war Professor an der Universität Warschau.

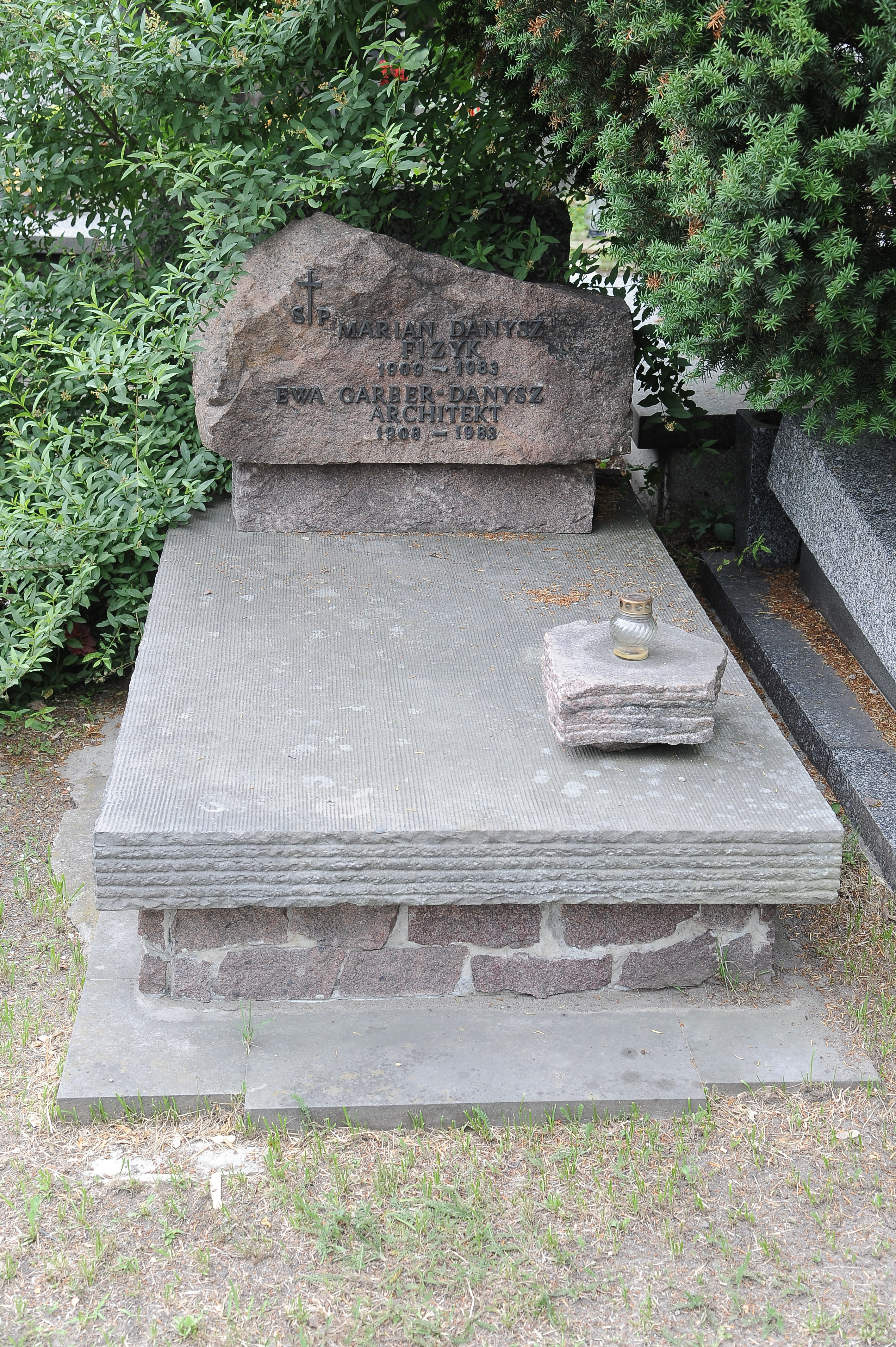
Grabstein von Danysz

Er war der Sohn des polnisch-französischen Physikers Jan (Jean) Kazimierz Danysz, der 1911 das erste Beta-Spektrometer baute. Danysz studierte Elektrotechnik am Warschauer Polytechnikum und war am Radiologischen Labor bei Ludwik Wertenstein, wo er Mitentdecker eines radioaktiven Isotops von Fluor war. Nach dem Diplom 1937 arbeitete er an einem staatlichen Institut für Telekommunikation. Erst nach dem Zweiten Weltkrieg wandte er sich wieder der Physik zu und nutzte den großen Bedarf an Physikern nach den Verlusten des Krieges. Er erhielt ein Diplom, war Assistent und 1950 bis 1952 in Liverpool und Bristol, wo er die Kernemulsions-Methode zum Studium von Elementarteilchen aus kosmischer Strahlung von Cecil Powell kennenlernte. Bei der Rückkehr 1952 nach Warschau begann seine jahrelange Zusammenarbeit mit Pniewski. Beide ergänzten sich – Danysz hatte im Gegensatz zu dem organisierteren, ruhigeren und physikalisch besser ausgebildeten Pniewski wenig Interesse an Verwaltung, Lehre oder Veröffentlichungen, dafür war er ein Experimentator mit großer intuitiver und kreativer Begabung. Er weigerte sich auch die schriftlichen Formalien für eine Promotion zu erledigen und erhielt diese erst 1977 in Form eines Ehrendoktor.
1961 wurde er Mitglied der Polnischen Akademie der Wissenschaften und 1977 Ehrendoktor der Universität Warschau. Seit 1971 war er korrespondierendes Mitglied der Heidelberger Akademie der Wissenschaften. 1981 wurde er Fellow der American Physical Society. 1969 erhielt er die Marian-Smoluchowski-Medaille.